# Silumin
Silumin är en eutektisk legering med sammansättningen 86 - 89 % aluminium och 11 - 14 % kisel. Med hänsyn till struktur och hållfasthetsegenskaper tillsätts ibland ca 0,2 % natrium eller ca 0,7 % koppar.
Legeringen kan uppnå en dragbrottstyrka på 17 – 20 kg/mm 2 med en förlängning av 6 – 8 %. Den är också relativt korrosionsbeständig och lätt.
Används bl a för gjutgods såsom kopplingslådor för elindustrin och siluminvalsar m m.